# Air Warrior
Air Warrior es el nombre de un personaje o varios del mundo ficticio del Universo de Transformers, el pertenece al cuerpo de los Decepticons del grupo de Starscream en el que se le vio pocos episodios.

## Ficha técnica
| Título                 | Unidad de Jets Rastreadores            |
| Alianza                | Decepticons                            |
| Transformación         | McDonnell Douglas F-15 Eagle (Morado). |
| Habilidades Destacadas | Autoduplicarse                         |
| Estado                 | Desconocido                            |
| Fuerza                 | 8                                      |
| Inteligencia           | 7                                      |
| Velocidad              | 9                                      |
| Resistencia            | 8                                      |
| Potencia de tiro       | 8                                      |
| Destreza               | 8                                      |
| Grupo                  | Seekers                                |

## Historia
Su primera aparición fue en Transformers G1 en los primeros capítulos el forma parte de los Decepticons del grupo de Jet Rastreadores de Starscream junto con Thundercracker y Skywarp lo curioso es que en los pocos episodios posteriores de los 2 primeros episodios de Transformers G1 se le veía que tenía la habilidad de Autoclonarse como los Insecticons misteriosamente no volvió a aparecer su color es morado y en los episodios finales de la primera temporada se le vee junto con Sunstorm en el primer capítulo en el que estaba con Sunstorm preparándoles una emboscada a Los Autobots echándoles fuego a Bumblebee y Wheeljack en la segunda aparición fue en el episodio final de la 1.ª Temporada en la fue comandado por Shockwave junto con Acidstorm y Sunstorm para destruir a los autobots que fueron a Cybertron para evitar que la Tierra choque con Cybertron, echándoles un diluvio de ácido para seguir con los planes de Megatron.
Curiosamente en un episodio de la primera o segunda temporada, Los Decepticons roban el Energon en la tierra aparentemente cabe notar cuando uno de los Autobots Mirage quien logró sabotear los planes ambiciosos de Megatron logrando hacer que la nave de los Decepticons se estrelle y explote dándose ver que ese Decepticon se desconoce mucho sobre su paradero al igual que los Reflector.